# Polyprotein

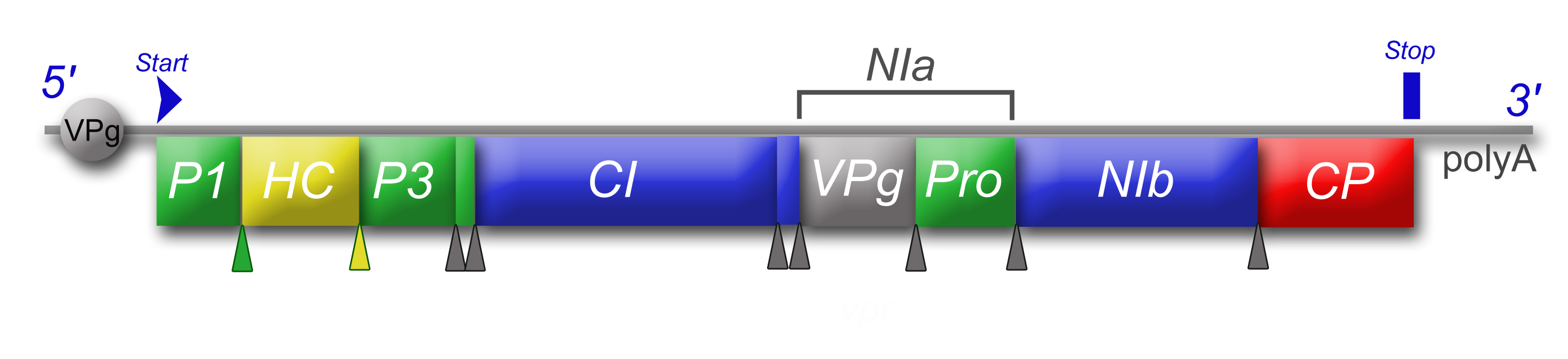
Toto je genom rostlinného RNA viru Lily Mottle z čeledi Potyviridae; je překládán jako celek do polyproteinu a až následně rozstříhán pomocí proteináz

Polyprotein je označení pro polypeptid, který vzniká souvislou translací rozsáhlého úseku virové RNA obsahujícího hned několik genů. Polyproteiny jsou součástí replikační strategie celé řady RNA virů (např. v čeledích Picornaviridae, Togaviridae, Flaviviridae a Retroviridae). Naopak u DNA virů je to poměrně řídký jev, protože jsou jejich geny obvykle rovnou transkribovány do oddělených mRNA molekul a následně ještě sestřihovány.
Po vzniku polyproteinu (na hostitelském ribozomu) dochází následně k jeho rozstříhání na jednotlivé virové proteiny pomocí specifických proteináz.